# L'Espadaler (Sora)
L'Espadaler és una masia de Sora (Osona) inclosa a l'Inventari del Patrimoni Arquitectònic de Catalunya.

## Descripció
El conjunt arquitectònic està format per diverses estructures que encara avui conservem les funcions d'habitatge, pallissa, i corts i que tanquen un espai a l'esquerra de la casa pròpiament dita. La casa, construïda amb diferents fases, presenta una planta rectangular i teulat a doble vessants. Els murs són fets amb petites pedres irregulars i força morter. Exteriorment està parcialment arrebossada. Les portes i les finestres presenten grans carreus als muntants, ampits i llindes. A la llinda de la porta principal encara es llegeix la inscripció: "YOSEP ESPADALER PAGES 1701" i una creu entre dos arbres.

## Història
L'Espadaler és una de les masies tradicionals del terme de Sora. Depenent parroquialment de Sant Quirze, un indret on els termes civils i parroquials no coincideixen. L'Espadaler apareix documentat des del segle xiv i tenia diversos masos. Compartia amb el mas Solanlloch, el mas de Cusoms de la parròquia de Sant Pere el Bla.